# Deportivo de La Coruña
Real Club Deportivo de La Coruña, S.A.D. je španjolski nogometni klub. Osnovan je 2. ožujka 1906. godine, te svoje domaće utakmice igra na stadionu Riazor u A Coruñi. Deportivo je jedanput osvojio španjolsku La Ligu, sezone 1999./00.

## Trofeji
- La Liga
  - 1 – 1999./00.
- Copa del Rey
  - 2 – 1994./95., 2001./02.
- Supercopa de España
  - 3 – 1995., 2000., 2002.
- Segunda División
  - 4 – 1961./62., 1963./64., 1965./66., 1967./68.
- Tercera División
  - 1 – 1974./75.
- Primera Federación:
  - 1 – 2023./24.
- Prvenstvo Galicije
  - 6 – 1926./27., 1927./28., 1930./31., 1932./33., 1936./37., 1939./40.

## Poznati igrači
| - Fabricio Coloccini - Aldo Duscher - Victorio Cocco - Turu Flores - Lionel Scaloni - Gabriel Schürrer - Bebeto - César Sampaio - Djalminha - Donato - Emerson - Flávio Conceição - Juca - Luizão - Mauro Silva - Rivaldo - Ilian Kiriakov - Emil Kostadinov - Jacques Songo'o - Julian de Guzmán - Petr Kouba | - Louie Donowa - Joseph Kelly - Dudu Aouate - José Luis Borbolla - Andrés Guardado - Noureddine Naybet - Salaheddine Bassir - Mustapha Hadji - Roy Makaay - Peter Rufai - Roberto Acuña - Jorge Andrade - Pauleta - Nuno Espírito Santo - Hélder Cristóvão - Dmitrij Radčenko - Miroslav Đukić - Goran Đorović - Slaviša Jokanović - Luis Otero | - Fran - José Francisco Molina - Amancio Amaro - Antonio Betancort - Pahiño - Juan Carlos Valerón - Luis Suárez - Txiki Beguiristáin - Julio Salinas - Diego Tristán - Pedro Uralde - Voro - Albert Luque - Álvaro Arbeloa - Víctor Sánchez - Sergio González - Joan Capdevila - Manuel Pablo - José Luis Ribera - Enrique Romero - José Emilio Amavisca | - Francisco Buyo - Francisco Liaño - Javier Manjarín - Rafael Martín Vázquez - Walter Pandiani - Martín Lasarte - Sebastián Abreu - Sergio Martínez - Gustavo Munúa - Carlos |

## Poznati treneri
- Woggenhuber, 1928. – 1929.
- Alejandro Scopelli, 1949. – 1950.
- Helenio Herrera, 1952. – 53.
- Luis Carniglia, 1964. – 1965.
- Carlos Alberto Silva, 1997. – 1998.
- Luis Suárez, 1978. – 1979.
- Arsenio Iglesias, 1970. – 1973., 1982. – 1985., 1987. – 1989., 1990. – 1995.
- John Toshack, 1995. – 1997.
- Javier Irureta, 1998. – 2005.
- Joaquín Caparrós, 2005. – 2007.
- Miguel Ángel Lotina, 2007. – 2011.

## Vanjske poveznice
- Službena web-stranica